# Elhadj Mamadou Saliou Camara
Pour les articles homonymes, voir Camara et Saliou.
Elhadj Mamadou Saliou Camara, né en Basse Guinée, est l'imam en chef de la mosquée Fayçal, à Conakry. Il est prédicateur, récitateur, éducateur musulman et acteur de la paix en Guinée. 

## Biographie
Issu de la communauté Soussou, il a passé une bonne partie de ses études en Arabie saoudite. Il est imam depuis le premier régime en Guinée. Devenu d'abord troisième imam de la mosquée Fayçal, à la suite de la disparition des deux imams par la hiérarchie des imams il devient le premier imam de la mosquée. 

### Prédicateur
Elhadj Mamadou Saliou prêche en langue nationale  soussou, pour un auditoire à majorité analphabète. Il est le prédicateur le plus écouté en Guinée grâce à ses conseils et sa connaissance du pays.

### Relation avec les présidents guinéens
Issu de la même communauté que le président Lansana Conté, le prédicateur guinéen n'arrêtait pas de fustiger les tares de ce dernier tout en reprochant à la population sa complicité. Se référant à la religion, il dit que "Dieu ne donne à une population que le gouvernant qu'elle mérite".
Il interpella le président Conté sur le port de chaîne au cou, ce dernier ne la portant plus en public.
Venu au pouvoir à la suite d'un coup d'État militaire, Moussa Dadis Camara et sa junte ne lui inspiraient pas confiance, notamment à cause de l'expérience de 1984, et il ne cachait pas ses sentiments.
Après les élections de 2010 qui portent Alpha Condé au pouvoir, une vive contestation d'ethnisation de la scène politique l'envoie à multiplier les messages de paix et de réconciliation nationale. Après une récente manifestation de l'opposition qui a coûté la vie à deux jeunes Guinéens, il déclare sur les ondes de la RTG : "Nous préférons la Guinée à un Président ou à un opposant".

## Acteur de la paix
Tout comme l’évêque Vincent Coulibaly, le prédicateur musulman n'arrête pas de parler de paix en prenant exemple sur les pays voisins (Liberia, Sierra Leone, Côte d'Ivoire) qui ont payé un lourd tribut de guerre civile pour des fins politiques.
En 2018, l'INDH (l'institut national des Droits de l'homme) l'honore d'un prix pour son engagement citoyen pour la paix en Guinée. Dans son message de remerciement il dit : "Aujourd’hui, on est très content et je demande à Allah de donner sa grâce à la Guinée et à l’Afrique pour que le monde africain vive dans la paix et l’unité. Le fruit de la réconciliation, c’est la paix et l’unité nationale. Donc j’appelle tous les Guinéens, les autorités et la population, à se donner la main, à favoriser la paix et à barrer la route à toutes sortes de violences. Notre inquiétude aujourd’hui, c’est de rassembler tous les Guinéens. Nous demandons au gouvernement et à l’opposition de s’entendre afin que la paix règne dans notre pays".

### Message pendant Ebola
Le 27 janvier 2015, il a déclaré à propos de l'épidémie d'Ebola en Afrique de l'Ouest: "Il n'y a rien dans le Coran qui stipule que vous devez laver, embrasser ou tenir vos proches décédés". Il a appelé les citoyens à faire davantage pour arrêter le virus en pratiquant des rituels d'enfouissement plus sûrs et sans compromettre la tradition.

## Agriculteur
L'imam de la mosquée Fayçal est connu pour l'agriculture du riz dans les plaines de la basse Guinée. 
Il déclare à propos de la famine : "Les Guinéens ne méritent pas d'avoir faim, il faut travailler et ne pas rester fainéant, surtout les enfants de Conakry".

## Prix et reconnaissances
- Palme nationale des Droits de l’Homme (PANADH) décerné par L'INDH[7].
- 2022 :  Grands Officiers de l’Ordre National du Kolatier[8].